# Oktjabr'skij (Alejskij rajon)
Oktjabr'skij (in lingua russa Октябрьский) è un centro abitato del Territorio dell'Altaj, situato nell'Alejskij rajon.